# بخش مرکزی شهرستان مهر
 بخش مرکزی یکی از بخش‌های شهرستان مهر در استان فارس می‌باشد، این بخش در فاصلهٔ ۳۰۰ کیلومتری جنوب مرکز استان فارس واقع شده‌است.

## تقسیمات کشوری
- بخش مرکزی شهرستان مهر 
  - دهستان مهر
  - دهستان ارودان

شهرها: مُهر